# Pollex lomboki
Pollex lomboki là một loài bướm đêm thuộc họ Erebidae. Nó được tìm thấy ở Lombok.
Sải cánh dài khoảng 9 mm. Cánh trước hẹp và nâu hơi đen. Cánh dưới màu xám đồng nhất.